# Leptothorax lereddei
Leptothorax lereddei är en myrart som beskrevs av Bernard 1953. Leptothorax lereddei ingår i släktet smalmyror, och familjen myror. Inga underarter finns listade i Catalogue of Life.